# Marcel Mbayo
Marcel Kimemba Mbayo (Lubumbashi, 23 de abril de 1978) é um ex-futebolista da República Democrática do Congo que atuava como meia-atacante.

## Carreira em clubes
Revelado pelo Sodigraf em 1996, Mbayo jogou com mais destaque pelo Lokeren, onde teve 2 passagens, entre 1999 e 2000 e 2007 a 2011. Defendeu também Gençlerbirliği, Malatyaspor e Sakaryaspor (Turquia) antes de encerrar a carreira em 2012, depois de atuar por Tubize e Sint-Niklaas.
Pelo Gençlerbirliği, conquistou a Copa da Turquia de 2000–01.

## Seleção
Pela Seleção da República Democrática do Congo, o meia-atacante disputou 44 jogos entre 1997 e 2010, tendo feito 4 gols. Esteve presente em 4 edições da Copa das Nações Africanas, tendo como melhor desempenho a terceira posição em 1998.

## Vida pessoal
Seu filho, Dylan Mbayo, também segue a carreira futebolística e defendeu as seleções de base da Bélgica entre 2018 e 2020.

## Títulos
Gençlerbirliği
- Copa da Turquia: 2000–01

Sakaryaspor
- TFF 1. Lig: 2005–06